# Rio Hărăbor
O Rio Hărăbor é um rio da Romênia, afluente do Sâmbotin, localizado no distrito de Gorj.